# Réserve écologique Jackrabbit
Die Réserve écologique Jackrabbit ist ein im Jahr 1981 zunächst unter dem Namen réserve écologique des Laurentides auf einer Fläche von anfangs 604 ha eingerichtetes (seit 1992 aber auf 750 ha vergrößertes) Schutzgebiet im Süden der kanadischen Provinz Québec.
Es liegt in der regionalen Grafschaftsgemeinde Les Laurentides in den Laurentinischen Bergen – daher der ursprüngliche Name –, wurde jedoch nach der Vergrößerung im Jahr 1992 nicht nach dem Echten Hasen benannt, wie er im Englischen bezeichnet wird, sondern nach dem Beinamen Jackrabbit für den Skisportler Herman Smith-Johannsen. Er organisierte 1928 den ersten Slalomwettbewerb in Kanada am Mont Tremblant. Das Gebiet schützt die Unteren Laurentiden der Mauricie und des Lac Nominingue, wo die Gelb-Birke vorherrscht.

## Lage, Geologie

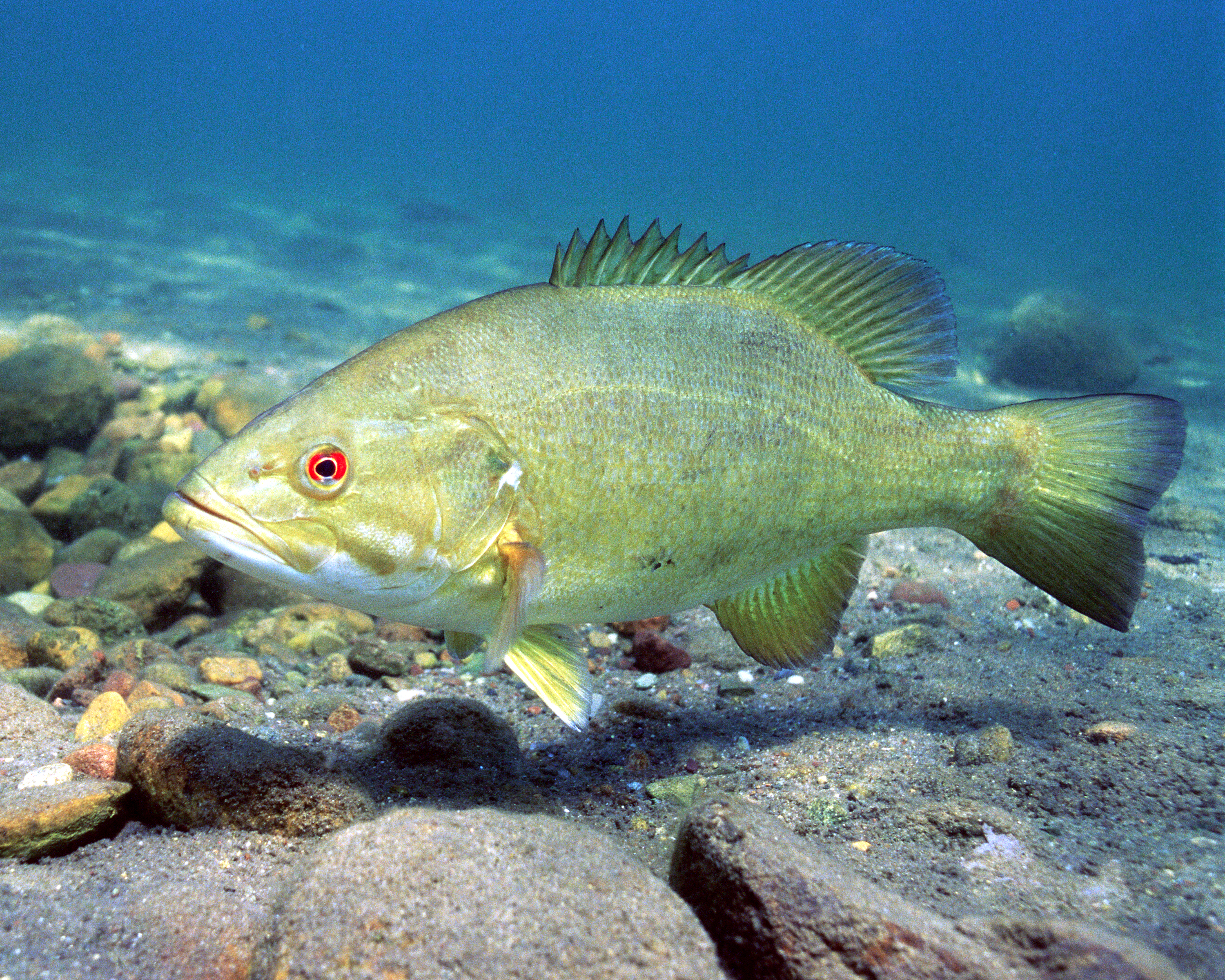
Micropterus

Die Oberfläche ist, wie häufig in den Laurentiden, eher flach und von zahlreichen Senken durchsetzt. Es liegt zwischen 400 und 550 m über dem Meeresspiegel. Die Senken liegen bis zu 250 und 300 m hoch. Dies sind meist mit den stärkeren Tillitlagen aus der letzten Eiszeit überlagert, hinzu kommen Lagen organischen Materials, die in den höheren Gebieten ebenfalls dünner sind. An den Gewässern findet sich Schwemmland.

## Flora
An Baumarten sind im Schutzgebiet neben der Gelbbirke die Amerikanische Buche, eine Art der Gattung Hopfenbuche (Ostrya virginiana (Mill.) K. Koch) und die Amerikanische Ulme vertreten, wobei letztere in den höheren Lagen vorherrscht. Hingegen findet sich die Balsam-Tanne eher an den unteren Hängen und in weniger feuchten Senken.

## Fauna
Hier kommen Rehe vor, ebenso wie Biber und Elche. Hinzu kommen als bedeutende Vogelarten Kragenhuhn, Eistaucher, Enten, Möwen, dann der Königstyrann, der Rotschwanzbussard, der Rotflügelstärling.
An Fischen findet sich der Bachsaibling und der Amerikanische Seesaibling dessen wissenschaftlicher Name Salvelinus namaycush auf das Anishinabe-Wort namegos zurückgeht, das Grausaibling bedeutet, oder auf namegoshens, was als Regenbogensaibling übersetzt werden kann. Hinzu kommt der Micropterus, der als Achigan (franz.) oder Black Bass (engl.) bezeichnet wird. Beide Fischarten sind in den Seen des Schutzgebiets häufig anzutreffen.